# Rhinolophus shameli
Rhinolophus shameli là một loài động vật có vú trong họ Dơi lá mũi, bộ Dơi. Loài này được Tate mô tả năm 1943.